# Röda Kvarn, Sundsvall

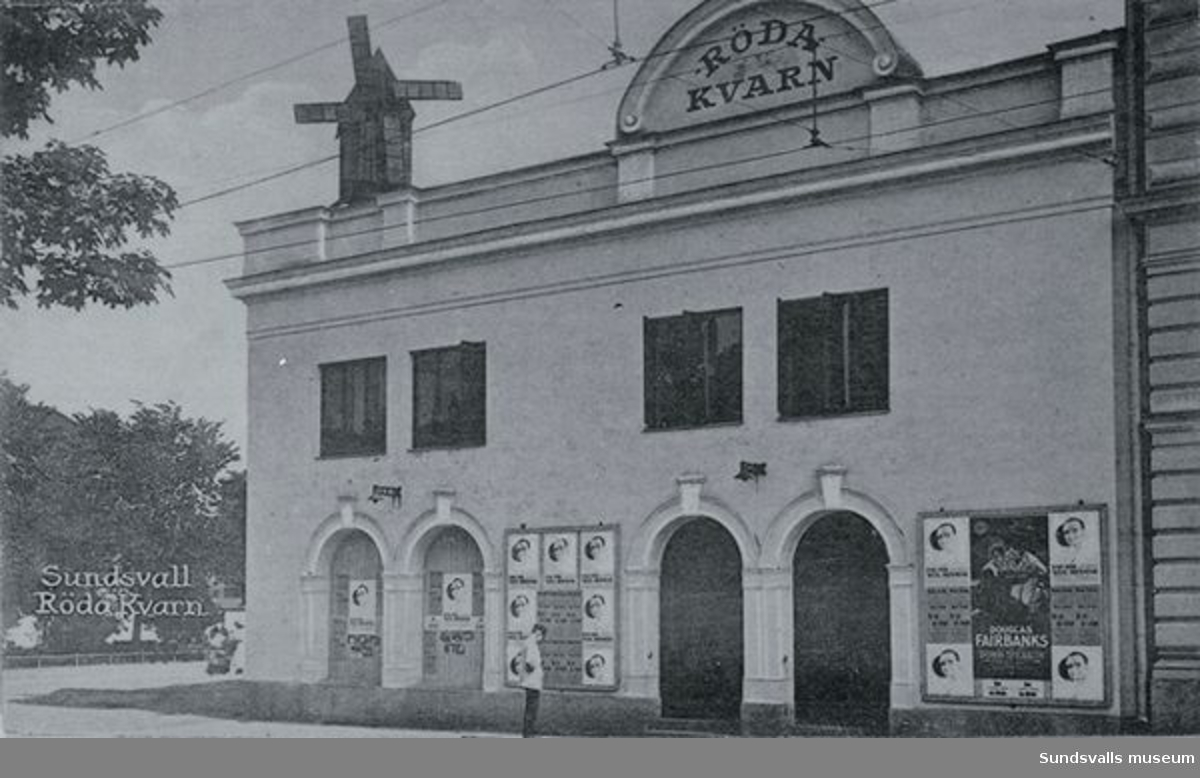
Biograf Röda Kvarn.

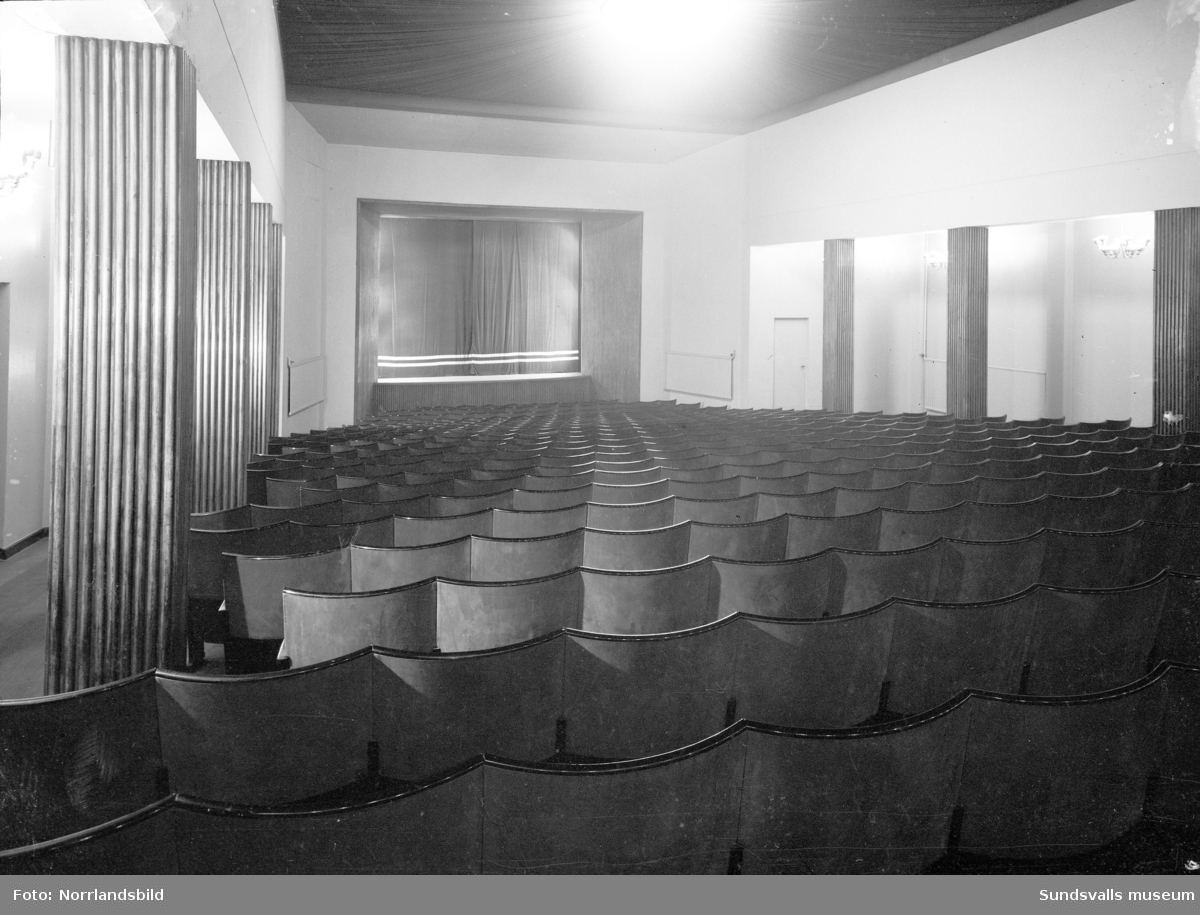
Röda Kvarns interiör.

Röda Kvarn var en biograf på Esplanaden i Sundsvall. Biografen byggdes 1918 av teater-, film- och nöjesprofilen Bror Abelli. Salongen rymde 400 personer, och på våningen ovanför inrättades ett musikkonditori. Såväl namn som exteriör var inspirerade av det berömda nöjesetablissemanget Moulin Rouge i Paris: taket på Röda Kvarn-biografen pryddes av en 3 meter hög väderkvarn med lampor på de roterande vingarna. Bror Abelli ville hålla hög klass på såväl filmutbud som musik och biografens utformning, och sundsvallskonstnären Helmer Osslund fick i uppdrag att dekorera salongen i jugendstil. Som tack fick han ett frikort på biografen. 
Den första filmen biografen visade var Tösen från Stormyrtorpet, som hade Selma Lagerlöfs roman med samma namn som förlaga, men man visade även barn- och familjematinéer. Bror Abelli var en initiativrik man som bland annat införde rabatthäften för billigare biobesök.
Byggnaden revs 1973.
Filmstaden i Sundsvall, som ligger i motsatt ände av Esplanaden, har döpt en av sina salonger till Röda Kvarn till minne av den gamla biografen.